# Fort-Coulonge
Fort-Coulonge è un villaggio del Canada, situato nella provincia del Québec, nella regione di Outaouais.